# In the Aisles of the Wild
In the Aisles of the Wild er en amerikansk stumfilm fra 1912 af D. W. Griffith.

## Medvirkende
- Lillian Gish
- Claire McDowell
- William J. Butler
- Henry B. Walthall som Jim Watson
- Harry Carey som Bob Cole